# Быканов, Андрей Николаевич
Андре́й Никола́евич Быка́нов (род. 25 мая 1980, Москва) — российский регбист, полузащитник схватки (скрам-хав).

## Карьера

### Клубная
Выступал за регбийную команду «Слава» (ранее «Слава-ЦСП») из Москвы. Был одним из лидеров команды и самых опытных её игроков. Участвовал в матче всех звёзд в 2013 году по случаю 90-летия регби в России. После завершения карьеры в 2018 году стал заместителем генерального директора РК «Слава».

### В сборной
Дебютировал в сборной 25 мая 2003 в Токио в матче против Японии. Сыграл на чемпионате мира 2011 года один матч, выйдя на замену в поединке против Ирландии: до этого он не попадал в первых двух матчах даже в запас.